# Cleora solita
Cleora solita är en fjärilsart som beskrevs av Inoue 1963. Cleora solita ingår i släktet Cleora och familjen mätare. Inga underarter finns listade i Catalogue of Life.